# تالار ستاره

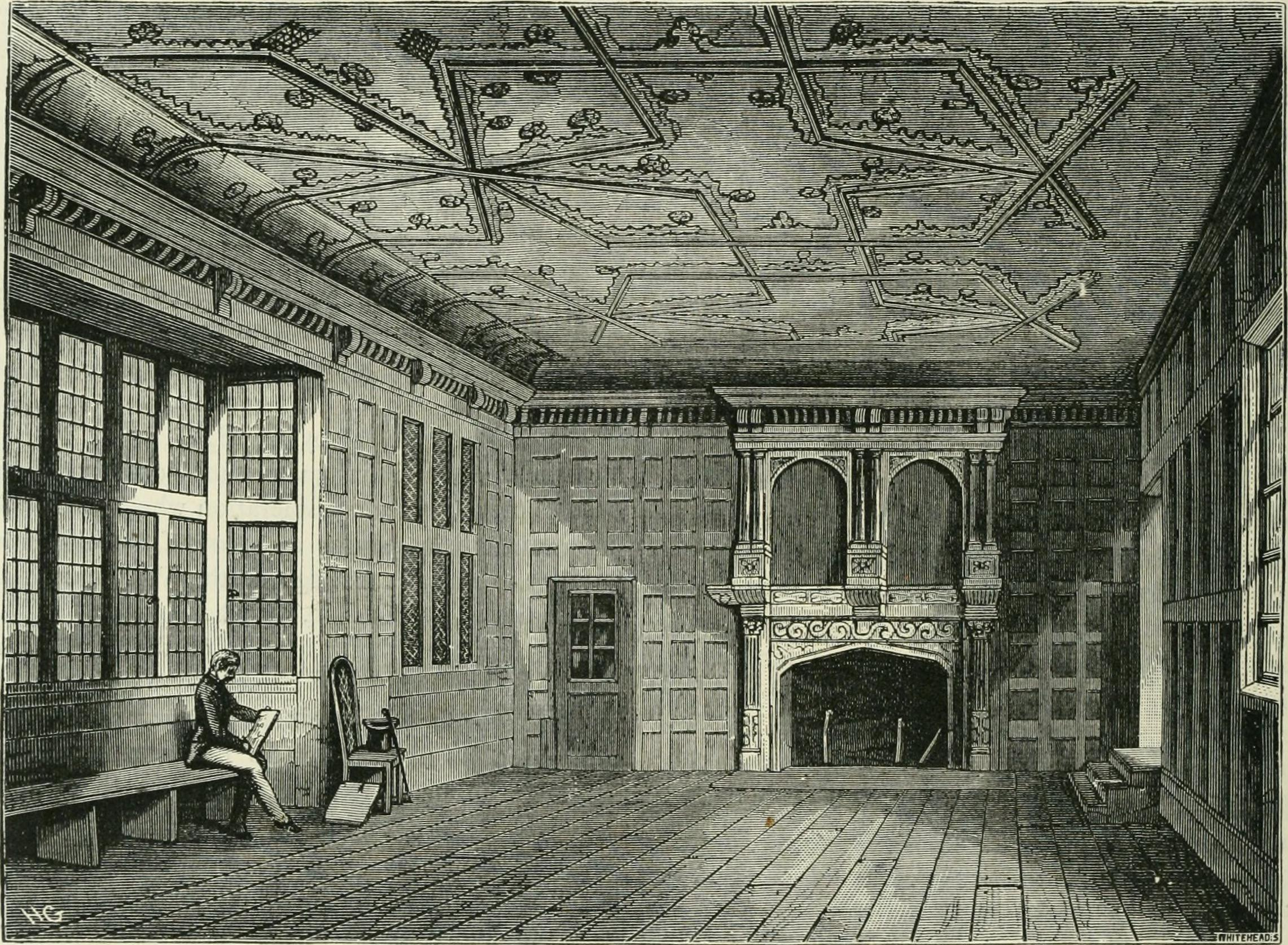
کنده کاری تالار ستاره

تالار ستاره یا دادگاه تالار ستاره (Star Chamber or Court of Star Chamber) در حقوق انگلستان به دادگاهی گفته می‌شود که از دادرسان و اعضای شورای سلطنتی شاهان سده‌های میانه ی انگلستان ایجاد شد و به عنوان افزوده‌ای به حقوق کامن لا و دادگاه‌های آن به کار می‌رفت. این دادگاه در زمان هنری هشتم محبوبیت بسیاری یافت، زیرا این امکان را داشت که در مواردی که سایر دادگاه‌ها به دلیل فساد یا نفوذ نمی‌توانستند قانون را اجرا کنند، به اجرای عدالت بپردازد. اما در زمان چارلز اول به ابزاری برای اجرای سیاست‌های نامردمی و کلیسایی تبدیل شد. بر همین اساس، دادگاه به نمادی بر ضد پارلمان بدل شده و پیوریتن‌ها و سایر رقبای چارلز با آن به دشمنی پرداختند. در نهایت، این دادگاه به دستور پارلمان در سال ۱۶۴۱ ملغی شد.